# Shandi
(Prima strofa della canzone)
Shandi è una canzone interpretata dai Kiss, gruppo hard rock statunitense, pubblicata come traccia dell'album Unmasked nel 1980.

## Il brano
Composta da Paul Stanley e dal produttore Vini Poncia, è stata registrata in studio da un solo membro della band, Paul Stanley, che è presente sia come voce principale, sia come chitarrista ritmico che solista. La batteria invece la suona Anton Fig, il basso Tom Harper, mentre le tastiere la paroliera Holly Knight. La voce secondaria invece è quella del produttore Vini Poncia.
Il brano fu pubblicato come singolo il 1º giugno del 1980 insieme alla traccia She's So European (composta e cantata da Gene Simmons), presente come lato B. Il singolo raggiunse la posizione più alta in Norvegia (quarto posto), ma riscosse successo soprattutto in Oceania, dove si piazzò alla decima posizione in Australia.
Per la canzone è stato girato inoltre un video promozionale che vede insieme tutti i membri della band con Peter Criss alla batteria. Si tratterà dell'ultima apparizione del batterista nel gruppo prima della reunion del 1996. Il brano è stato proposto nei concerti durante il tour del 1996, ma anche per l'album KISS Symphony: Alive IV assieme all'orchestra sinfonica di Melbourne.

## Tracce
- Lato A: Shandi
- Lato B: She's So European

## Formazione
- Paul Stanley - voce principale, chitarra ritmica e solista

### Altri musicisti
- Vini Poncia - voce secondaria[2]
- Tom Harper - basso[2]
- Anton Fig - batteria[2][3]
- Holly Knight - tastiere[2]